# Johann Murlaschitz
Johann Murlaschitz (ur. 1915, zm. ?) – zbrodniarz hitlerowski, członek załogi niemieckiego obozu koncentracyjnego Dachau i SS-Rottenführer.
Obywatel austriacki, z zawodu fryzjer. Żołnierz Wehrmachtu, który walczył między innymi we Francji i ZSRR. W lutym 1943 został na froncie wschodnim poważnie ranny w ramię. Po rocznym leczeniu został przeniesiony w sierpniu 1944 do Waffen-SS i skierowany do służby w podobozach KL Dachau – Kaufering I i Kaufering IV. Był tu między innymi konwojentem drużyn roboczych.
Johann Murlaschitz został osądzony przez amerykański Trybunał Wojskowy w Dachau w procesie załogi Dachau (US vs. Johann Kastner i inni) w dniach 4–9 września 1947. Wymierzono mu karę 10 lat pozbawienia wolności. Uznano go za winnego pobicia więźnia polskiego w październiku lub listopadzie 1944 kolbą karabinu w Kaufering IV, najprawdopodobniej ze skutkiem śmiertelnym. Jak wykazało postępowanie również w Kaufering I oskarżony bił więźniów. Wyrok zatwierdzono 16 lutego 1948.